# Jacinta Landa Vaz
Jacinta Landa Vaz (Badajoz, 3 de noviembre de 1884 - México, 13 de junio de 1993) fue una maestra y musicóloga española, especializada en la recuperación y registro de canciones tradicionales autóctonas. Participó en la fundación del Lyceum Club Femenino, así como de la Escuela Internacional y la Escuela Plurilingüe, inspiradas en los principios de la Institución Libre de Enseñanza.

## Biografía
Jacinta Landa nació en Badajoz, en el seno de una familia acomodada y librepensadora, en la que se fomentaba la educación y la cultura. Hija del abogado krausista Rubén Landa Coronado y de Jacinta Vaz Toscano, que se casaron por lo civil en 1886 en Porcel (Portugal). El matrimonio civil era algo inusual en la época, así como el hecho de que Jacinta no fuera bautizada. 
Tuvo un hermano, Rubén, y dos hermanas, Aida y Matilde Landa Vaz, destacada militante del movimiento obrero y del Partido Comunista de España (PCE).
Desde pequeña adquirió la costumbre de memorizar canciones populares de su región para luego grabarlas. Terminó la carrera de Magisterio en 1913, especializándose en la enseñanza de niños y niñas con ceguera y sordera.
Se casó por lo civil con Xoán Vicente Viqueira en 1917. Desde entonces hasta 1924, se embarcó en un viaje de inmersión en la cultura gallega. El matrimonio residió en la Quinta de San Vitorio (Vixoi, Bergondo) y tuvo dos hijas y un hijo: Luisa, Carmen y Jacinto. 
Tras la muerte de su marido en 1924, Jacinta se trasladó a Madrid y enseguida entró en contacto con otras mujeres muy activas en la lucha por los derechos sociales. Participó en la fundación del Lyceum Club Femenino, constituido por algunas de las mujeres más destacadas de la vida sociocultural de la Segunda República española con el objetivo de defender la igualdad y los intereses de las mujeres, al tiempo que promover su desarrollo educativo, cultural y profesional. Presidido por la pedagoga María de Maeztu, y con asociadas tan relevantes como Clara Campoamor, Victoria Kent, Isabel Oyarzábal, Zenobia Camprubí o Elena Fortún, entre otras, el Lyceum fue fundamental en la lucha por la igualdad y el sufragio femenino y en la incorporación de la mujer al mundo del trabajo, entre otros avances en justicia social.

## Trayectoria
A finales de los años veinte del siglo XX, Jacinta fundó en Madrid y dirigió la Escuela Internacional (1928) y, posteriormente, la Escuela Plurilingüe (1933), junto con el jurista y pedagogo José Castillejo y su hermano, Rubén Landa Vaz, también pedagogo. Ambas estaban inspiradas en los principios de la Institución Libre de Enseñanza (ILE).  Fue una experiencia educativa única en Europa, "cuya influencia en la renovación de la vida cultural española caracterizó toda una época".  Entre los años 1933 y 1934 colaboró con las colonias escolares de la ILE en Miraflores de la Sierra (Madrid) y fue también directora de esos centros junto con Alicia Ortiz, Luisa Viqueira Landa (su hija) y Xosé Otero Espasandín.
La Escuela Internacional fue un proyecto personal de Jacinta Landa, una especie de cooperativa donde las familias del alumnado eran propietarias del centro y mantenían una gran implicación. Allí estudiaron "los hijos de la intelectualidad madrileña", como Pedro Salinas o Andrés Segovia.
En el verano de 1936, en plena Guerra Civil, ella y el profesorado de la Escuela Plurilingüe cedieron el edificio para instalar un albergue en el barrio de Chamartín. Con la ayuda de un comité y de las milicias pudo atender a los hijos e hijas de familias sin ingresos a causa de la contienda. El diario Crónica publicó la noticia, con un reportaje gráfico firmado por Elena Fortún.
Al concluir la Guerra Civil, el compromiso de Jacinta con la República la abocó al exilio en México. En este país realizó grabaciones a capela de un repertorio musical autóctono, para el que recopiló piezas de su infancia en Badajoz, en la finca familiar de Cabezarrubias, canciones portuguesas y gallegas, canciones de la ILE y de la colonia de San Vicente de la Barquera, entre otras composiciones y cuentos infantiles.

## Legado
En 2017, el investigador y músico José Luis Pico Orjais presentó en Lisboa El legado sonoro de Jacinta Landa Vaz, escrito junto a Domingos Morais, de la Universidad de Lisboa, y Pilar Barrios Manzano, de la Universidad de Extremadura, que realiza un recorrido por el repertorio musical que la maestra y musicóloga registró durante su exilio en México. Estas grabaciones recogen las melodías de la infancia de Jacinta en su Badajoz natal, junto a piezas portuguesas (tierra de su madre) y gallegas, estas últimas recuerdo de su vida en San Fiz de Vixoi junto a Xoán Vicente Viqueira.
Cuando Landa tenía 64 años, comenzó a grabar un conjunto de canciones cantadas por ella misma. Según esta obra, el estudio de grabación estaba en un anexo al cine Cinelandia, en el número 6 de la Calle de San Juan de Letrán (México DC). En palabras de Pico Orjais, Jacinta Landa era "una exiliada republicana con un tesoro que ni siquiera la rapiña franquista pudo confiscar: su memoria".
Las grabaciones fueron el legado que dejó a sus descendientes, que hicieron posible la elaboración y publicación del citado estudio y contribuyeron a dar a conocer a esta mujer silenciada por la historia. La antropóloga mexicana Jacinta Palerm Viqueira, nieta de Jacinta Landa Vaz, marca el umbral de la monografía dividiendo la obra en cuatro partes con un mismo hilo conductor: la voz que canta y merece una escucha atenta:
1. Itinerarios vitales: Canciones para un viaje.
2. Profundización en las diferentes grabaciones sonoras utilizadas.
3. Estudio detallado del repertorio gallego, portugués y extremeño.
4. Conjunto de partituras que reflejan lo que se puede escuchar en el CD que acompaña al libro, entre las que destacan las tres piezas compuestas por Xoán Vicente Viqueira (dos de las composiciones basadas en poemas de Rosalía de Castro, y otra, la Canción do Berce, con letra y música propias). [2]

La casa de la juventud del concejo gallego de Bergondo lleva el nombre de Jacinta Landa Vaz.